# Alfonso Zayas
Juan Alfonso Zayas Inclán (Tulancingo, Hidalgo, 30 de junio de 1941-Ciudad de México, 8 de julio de 2021), conocido como Alfonso Zayas, fue un actor mexicano de cine y televisión. Reconocido principalmente por su participación en producciones de comedia erótica y cine de ficheras entre las décadas de los setenta y los ochenta. Varios miembros de su familia (sus primos Rafael Inclán, Alfonso Obregón y Raúl Padilla, Chóforo; sus padres, Alfonso Zayas Zetina y María Dolores Inclán, y su tíos, Lili Inclán y Raúl «Chato» Padilla) han destacado en la carpa y en el cine.

## Biografía
Zayas nació en Tulancingo, Hidalgo, en 1941. Inició su carrera como actor en la década de los cincuenta, pero logró repercusión en su país en los años 70. Cuando empezó a aparecer recurrentemente en producciones de comedia erótica mexicana. Paralelamente, fue compañero de María Victoria en la serie La criada bien criada y actuó en algunas películas de María Elena Velasco y en otros programas al lado de Alejandro Suárez.
Registró su última aparición en el cine, en 2017, en la película Buscando Nirvana, donde apareció junto al popular actor Édgar Vivar. Al momento de su fallecimiento, tenía más de 50 años de trayectoria artística. Con participación en más de 170 películas y diez años participando en sketches del programa Sábado Gigante con Don Francisco.

## Vida personal y fallecimiento
Su primo hermano Rafael Inclán ha tenido un papel destacado en el cine mexicano. Inicialmente también en el cine de ficheras y posteriormente en películas consideradas como de cine de autor. Otros miembros de su familia (su primo Raúl Padilla, Chóforo; sus padres, Alfonso Zayas Zetina y Dolores Inclán, y su tío Raúl «Chato» Padilla) han destacado en la carpa y en el cine.
Aunque padeció de diversas enfermedades, entre ellas cáncer de próstata, en la década antes de su fallecimiento se le notaba con fuerte físico y carácter. Sin embargo, en su último año de vida comenzó a vivir problemas cardiacos que lo dejaban ya notablemente debilitado. Falleció en Ciudad de México de un paro cardiorrespiratorio el 8 de julio de 2021. Según confirmó su hija Samantha a los medios de comunicación.

## Filmografía
| Año         | Título                                            | Observaciones            |
| ----------- | ------------------------------------------------- | ------------------------ |
| 1958        | Piernas de oro                                    |                          |
| 1965        | El señor doctor                                   | (sin acreditar)          |
| 1967        | Gente sin historia                                | Serie de TV              |
| 1968        | Muchachas, muchachas, muchachas                   |                          |
| 1969        | La criada bien criada                             | Serie de TV              |
| 1972        | El show de Alejandro Suárez                       | Serie de TV              |
| 1972        | El show del Loco Valdés                           | Serie de TV              |
| 1973        | Detective de hotel                                | Serie de TV              |
| 1973        | Entre pobretones y ricachones                     | Película                 |
| 1973        | Pobre, pero honrada!                              |                          |
| 1974        | La madrecita                                      |                          |
| 1975        | Albures mexicanos                                 |                          |
| 1975        | La presidenta municipal                           |                          |
| 1976        | El miedo no anda en burro                         |                          |
| 1976        | La palomilla al rescate                           |                          |
| 1978        | Duro pero seguro                                  |                          |
| 1978        | El futbolista fenómeno                            |                          |
| 1978        | Noches de cabaret                                 |                          |
| 1979        | Dimas de Leon                                     |                          |
| 1979        | Las cariñosas                                     |                          |
| 1979        | La criada maravilla                               |                          |
| 1979        | El rediezcubrimiento de México                    |                          |
| 1979        | El sexo me da risa                                |                          |
| 1979        | El futbolista fenómeno                            |                          |
| 1980        | Mis huéspedes                                     | Serie de TV              |
| 1980        | Golpe a la mafia                                  |                          |
| 1980        | Hilario Cortes, el rey del talón                  |                          |
| 1981        | El vecindario                                     |                          |
| 1981        | La pulquería                                      |                          |
| 1982        | Un reverendo trinquetero                          |                          |
| 1982        | El ratero de la vecindad                          |                          |
| 1982        | La pulquería 2                                    |                          |
| 1983        | Se me sale cuando me río                          |                          |
| 1983        | Las vedettes                                      |                          |
| 1983        | El vecindario II                                  |                          |
| 1983        | El día del compadre                               |                          |
| 1983        | Las modelos de desnudos                           |                          |
| 1984        | El día de los albañiles: Los maistros del amor    |                          |
| 1984        | Macho que ladra no muerde                         |                          |
| 1984        | Entre ficheras anda el diablo - La pulquería 3    |                          |
| 1985        | El día de los albañiles 2                         |                          |
| 1985        | La risa alarga la vida y algo más                 |                          |
| 1985        | El ratero de la vecindad II                       |                          |
| 1986        | Los verduleros                                    |                          |
| 1986        | Tres mexicanos ardientes                          |                          |
| 1986        | Esta noche cena Pancho                            |                          |
| 1987        | Los verduleros II                                 |                          |
| 1987        | El día de los albañiles III                       |                          |
| 1987        | Sexo, sudor y lágrimas                            |                          |
| 1988        | El sexo me divierte                               |                          |
| 1988        | Desmadre mexicano                                 |                          |
| 1988        | Los plomeros y las ficheras                       |                          |
| 1988        | Dos machos que ladran no muerden                  |                          |
| 1989        | La torta caliente                                 |                          |
| 1989        | Dos camioneros con suerte (recongidos en Cancun ) |                          |
| 1989        | 3 lancheros muy picudos                           |                          |
| 1989        | El rey de las ficheras                            |                          |
| 1989        | El cartero alburero                               |                          |
| 1989        | Cazador de recompensas                            |                          |
| 1989        | Viva viva Valentín                                |                          |
| 1989        | Tenorio profesional                               |                          |
| 1989        | La venganza de Don Herculano                      |                          |
| 1990        | Los curanderos                                    |                          |
| 1990        | El día de los albañiles IV                        |                          |
| 1990        | Unidos por la garnacha                            |                          |
| 1990        | Trasplante a la mexicana                          |                          |
| 1990        | Cuates de a madre                                 |                          |
| 1990        | El chilar                                         |                          |
| 1990        | Reto a la muerte                                  |                          |
| 1991        | Contragolpe                                       |                          |
| 1991        | Ni tan bobo, ni tan vivo                          |                          |
| 1991        | Las andanzas de Agapito                           |                          |
| 1991        | Judicial pero honrado                             |                          |
| 1991        | Los meseros mitoteros                             |                          |
| 1991        | Los repartidores                                  |                          |
| 1991        | De chivo los tamales                              |                          |
| 1991        | Narcosatánicos diabólicos                         |                          |
| 1991        | Hembra o macho                                    |                          |
| 1992        | De naco a millonario                              |                          |
| 1992        | Ni ángel ni demonio... un macho!                  |                          |
| 1992        | Supervivencia                                     |                          |
| 1992        | El gato con gatas                                 |                          |
| 1992        | Don Herculano anda suelto                         |                          |
| 1992        | Borrachas de pulqueria                            |                          |
| 1992        | Esta vieja es una fiera                           |                          |
| 1992        | La loca academia de la mafia                      |                          |
| 1992        | Curado de espantos                                |                          |
| 1992        | Los verduleros 3                                  |                          |
| 1992        | No jalen! que descobijan                          |                          |
| 1993        | El charro ninja                                   |                          |
| 1993        | Nachas vemos, vecinas no sabemos                  |                          |
| 1993        | Como diablo en el panteón                         |                          |
| 1993        | El agujero indiscreto                             |                          |
| 1993        | Entre el poder y el deseo                         |                          |
| 1993        | Genio y figura... hasta la sepultura              |                          |
| 1993        | La negra Tomasa                                   |                          |
| 1994        | El gato con gatas II                              |                          |
| 1994        | Mi madrina es la muerte                           |                          |
| 1994        | El policía y el pareja                            |                          |
| 1994        | El detective cazanachas                           |                          |
| 1994        | El rey de la playa                                |                          |
| 1994        | Chile piquin                                      |                          |
| 1994        | La cantina                                        |                          |
| 1995        | Sucedió en Garibaldi                              |                          |
| 1995        | Me hizo compadre sancho                           |                          |
| 1995        | Los tres compadres                                |                          |
| 1995        | El que con niños se acuesta...!                   |                          |
| 1995        | Tremendo escopetón                                |                          |
| 1995        | ¿Y dónde está el presidente?                      |                          |
| 1995        | Nueba Yol                                         |                          |
| 1996        | Loca academia de modelos                          |                          |
| 1996        | El líder de las masas                             |                          |
| 1996        | El basurero                                       |                          |
| 1996        | Las movidas de Lencho                             |                          |
| 1997        | El taxista querendón                              |                          |
| 1997        | Los encantos de mí compadre                       |                          |
| 1999        | Los maistros albañiles                            |                          |
| 1999        | Los verduleros atacan de nuevo                    |                          |
| 1999 - 2015 | Sábado gigante                                    | Programa                 |
| 2000        | Carita de ángel                                   | Telenovela               |
| 2002        | Para gases... los mios                            |                          |
| 2002        | XH DRBZ                                           |                          |
| 2003        | El matrimonio es como el manicomio                |                          |
| 2006        | El güero, el tuerto y el cojo                     | Película para televisión |
| 2006        | Vecinos                                           | Serie de TV              |
| 2008        | Los héroes del norte                              | Serie de TV              |
| 2009        | Adictos                                           | Serie de TV              |
| 2013        | "El Teacher"                                      |                          |
| 2016        | El vecindario 3                                   | Película                 |
| 2017        | Buscando Nirvana                                  |                          |